# Lavagnola
Lavagnola (Lavagnòa in ligure) è un quartiere storico di Savona, situato nell'immediato entroterra della città, sulla riva sinistra del torrente Letimbro. Il quartiere prende il nome dall'antico nome del torrente Letimbro che prima del XVIII secolo si chiamava appunto Lavaniola.
Il borgo di Lavagnola, sorto in epoca romana, si dispone lungo quella che in passato era la strada principale di collegamento tra Savona e l'entroterra. Un tempo separata dalla città da un'ampia zona agricola, oggi Lavagnola si trova collegata senza soluzione di continuità a Savona, a causa dell'ininterrotto sviluppo urbanistico proseguito lungo il corso di tutto il Novecento.
I principali luoghi di interesse del quartiere sono:
- la Chiesa di San Dalmazio, di origini precedenti all'anno 1000, vanta un interno riccamente decorato e conserva due polittici tra cui uno di Barnaba di Modena;
- la Cappella di San Martino, risalente all'XI secolo;
- il ponte medievale sul torrente Letimbro, di fianco alla Cappella di San Martino;
- l'Oratorio di San Dalmazio.